# Surendranath Dasgupta
Surendranath Dasgupta, en bengalí, সুরেন্দ্রনাথ দাশগুপ্ত (Calcuta, octubre de 1887 - Calcuta, 18 de desembre de 1952) va ser un filòsof indi, historiador de la filosofia de l'Índia.
Descendent d'una família conservadora de les antigues tradicions culturals índies, va ser el fundador d'una institució d'educació superior, el "Kavindra sànscrit College". El ioga, practicat des de la infància va contribuir a la seva espiritualitat. Es va graduar el 1920 a Calcuta i el 1922 a Cambridge, al Regne Unit on més endavant seria nomenat professor de sànscrit i professor de la filosofia europea a la Universitat de Calcuta. Més endavant, com a destacat defensor de les disciplines filosòfiques, fou designat per a representar a les universitats de Calcuta i també la de Cambridge en diverses conferències internacionals de filosofia i va participar en conferències i cursos en gairebé totes les principals universitats d'Europa i d'Amèrica. La seva aportació ha estat relacionar la tradició índia amb la filosofia occidental, particularment el neorealisme angloamericà i l'evolucionisme. Destacà la importància de l'experiència, àdhuc en el fenomen místic, i del fenomenisme i racionalisme en la concepció de la realitat. Entre les seves obres destaca A History of Indian Philosophy, en cinc volums (1922-1955). Altres escrits seus són General Introduction to Tantra Philosophy, A Study of Patanjali, Yoga Philosophy in Relation to Other Systems of Indian Thought A History of Sanskrit Literature o Hindu Mysticism.